# Stygnus armatus
Stygnus armatus is een hooiwagen uit de familie Stygnidae.